# Cymbidium maguanense
Cymbidium mastersii là một loài thực vật có hoa trong họ Lan. Loài này được F.Y.Liu mô tả khoa học đầu tiên năm 1996.

## Hình ảnh

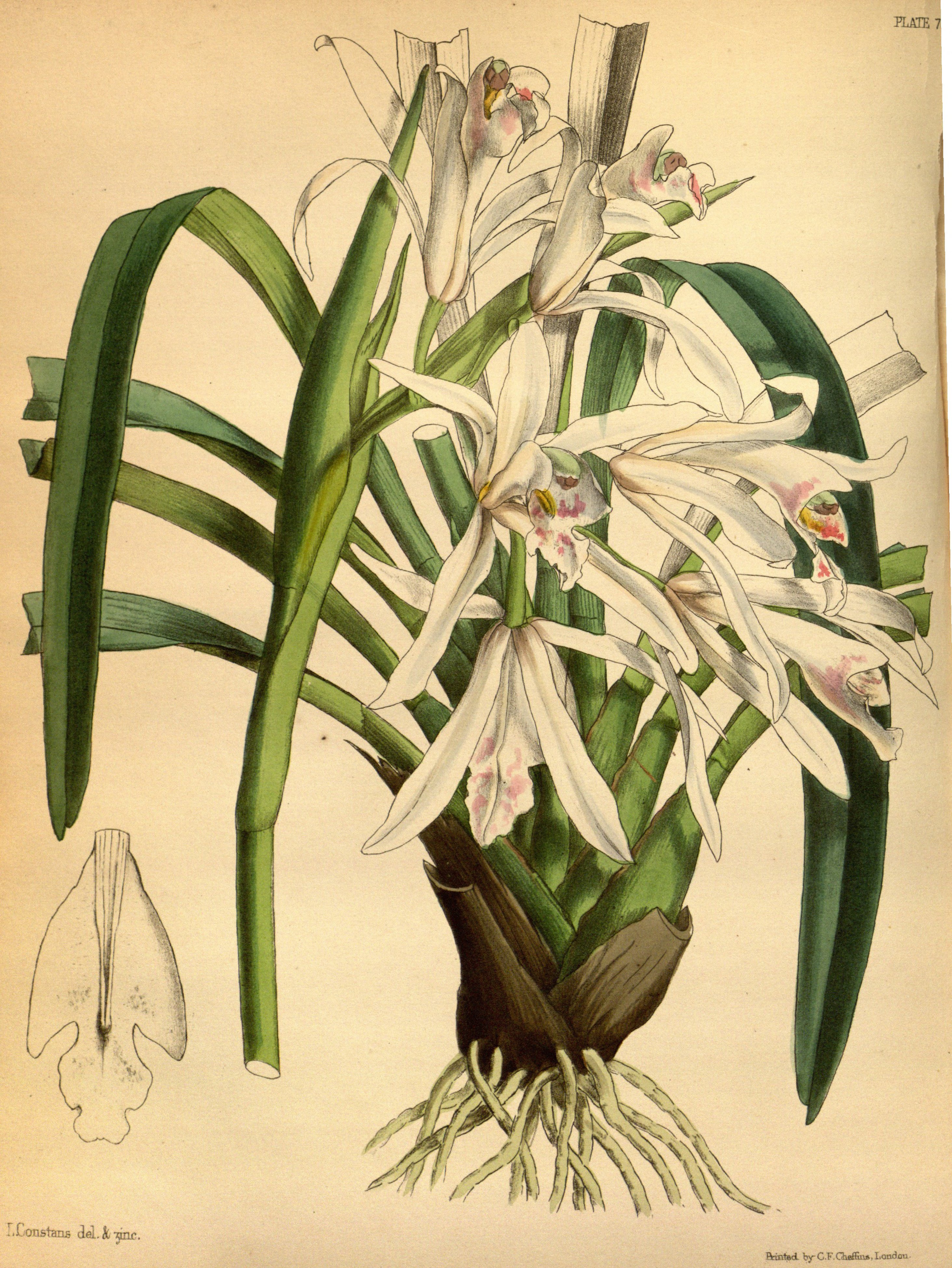
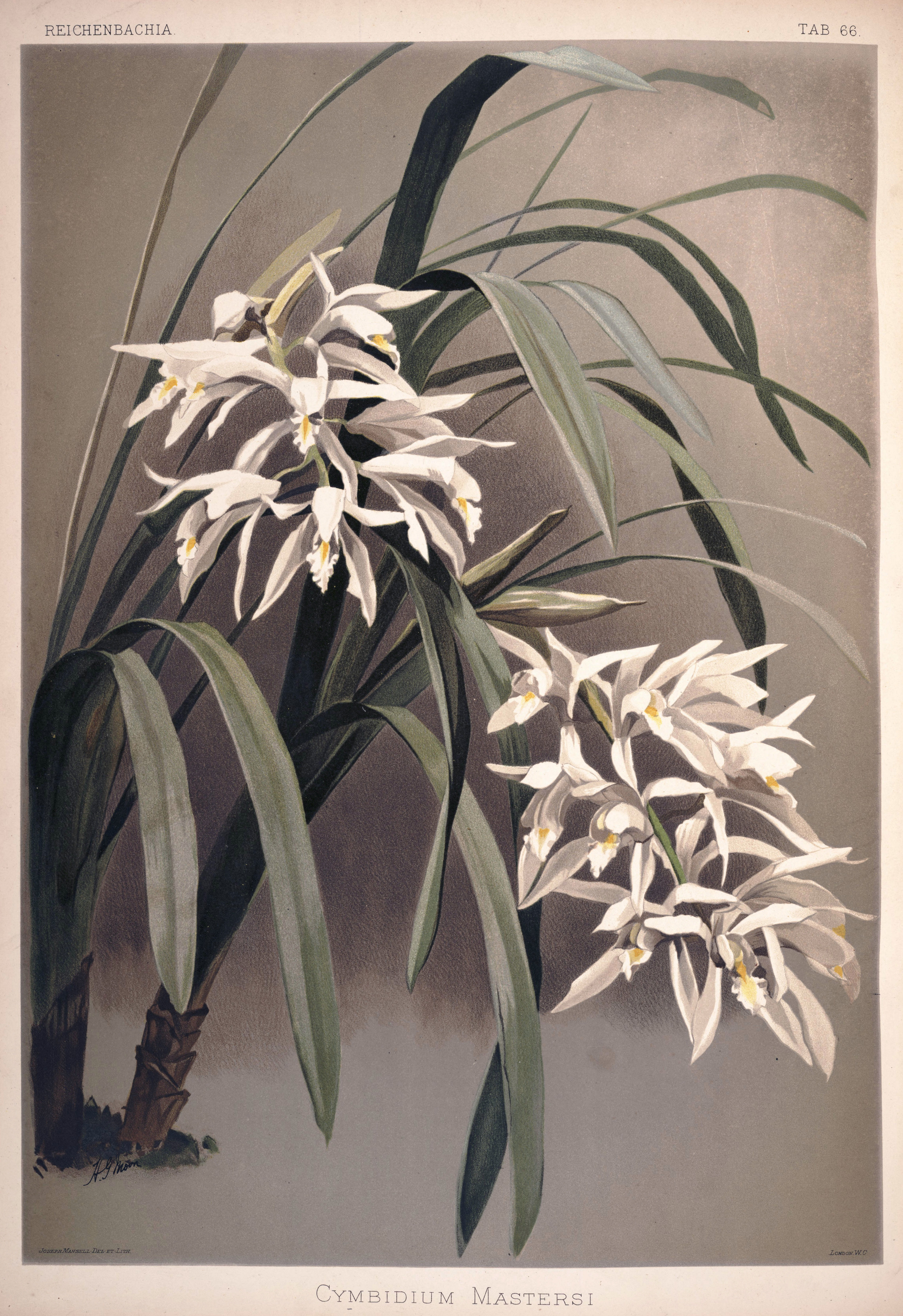